# Bandera de la región de Antofagasta
La región de Antofagasta de Chile no tiene una bandera oficial. Suele usarse en algunos medios como bandera regional el estandarte usado por el intendente y el Consejo regional, aunque su estatus no está definido. 
Consiste en un paño azul con un logo donde aparece el escudo nacional en una placa redonda amarilla rodeada de una franja con la leyenda Intendencia II Región Antofagasta.
En septiembre de 2012 se anunció la realización de un concurso para diseñar una bandera oficial para la Región de Antofagasta, y que sustituiría al estandarte utilizado actualmente por la intendencia.

## Banderas comunales
Algunas municipalidades de la Región de Antofagasta poseen banderas propias.

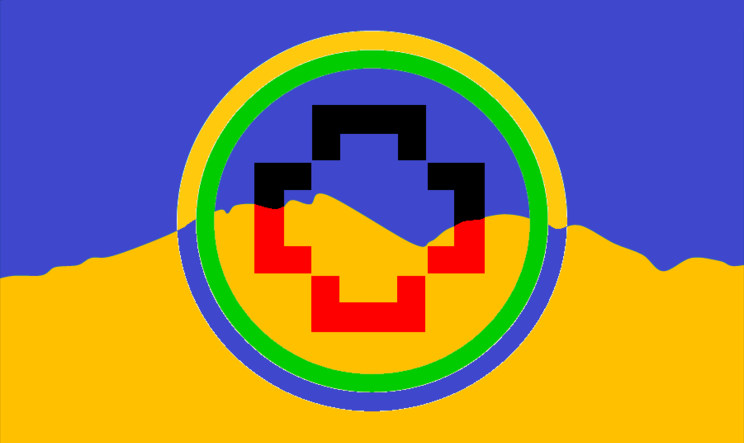
Bandera de Calama
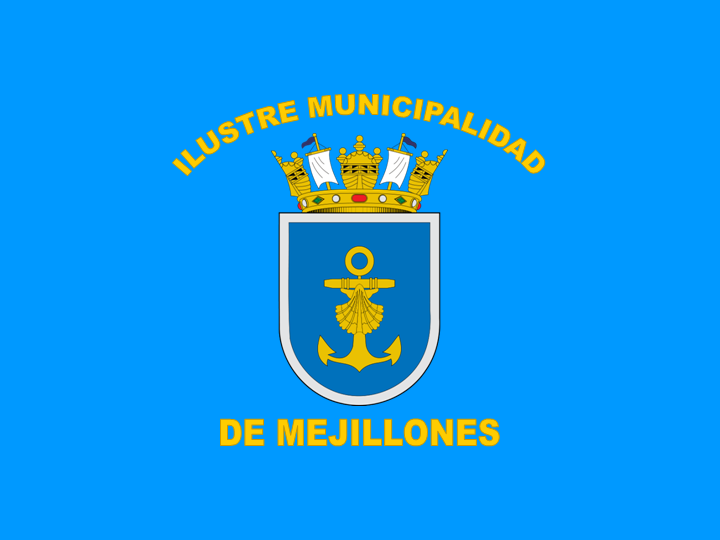
Bandera de Mejillones
Bandera de Ollagüe
Bandera de Sierra Gorda